# Intifada da Independência
Intifada da Independência (intifada do árabe para "revolta"), Segunda Intifada Saarauí ou também Intifada de Maio   é um termo dos ativistas saarauís para uma série de distúrbios, manifestações e motins que eclodiram em maio de 2005 nas regiões controladas pelo Marrocos do Saara Ocidental e no sul de Marrocos, no noroeste da África. Esses duraram até novembro do mesmo ano, 2005, sem conquistar os objetivos propostos.